# Emmanuel Bob-Akitani
Emmanuel Bob-Akitani (* 18. Juli 1930 in Aného; † 16. Mai 2011 in Lomé) war ein togoischer Politiker. Bob-Akitani war Ehrenpräsident der Partei Union des forces de changement (UFC) und war Oppositionskandidat in den togoischen Präsidentschaftswahlen 2003 und 2005. 
Bob-Aktiani war Gründungsmitglied der UFC und deren erster Vizepräsident. Als bei der Präsidentschaftswahl 2003 der UFC-Politiker Gilchrist Olympio nicht zu den Wahlen zugelassen wurde, da er nicht in Togo wohnhaft war, trat Bob-Akitani als Präsidentschaftskandidat gegen den langjährigen Diktator Gnassingbé Eyadéma an. Die von Manipulationsvorwürfen begleitete Wahl wurde mit 57,78 % zu Gunsten Eyadémas gewertet, Bob-Akitani, der im offiziellen Ergebnis mit 33,68 % der Stimmen unterlag, erklärte seinerseits den Wahlsieg. In der auf Eyadémas Tod folgenden Wahl 2005 war Bob-Aktiani Präsidentschaftskandidat eines unter Beteiligung der UFC gebildeten Oppositionsbündnisses. Im offiziellen Ergebnis der, erneut unter dem Vorwurf der Wahlfälschung stehenden, Wahl unterlag Bob-Akitani mit 38,25 % der Stimmen Faure Gnassingbé, der 60,15 % der Stimmen für sich deklarierte.
Bob-Akitani wurde auf einem Parteikongress der UFC im Juli 2008 zum Ehrenpräsidenten ernannt.

## Belege
1. ↑  Deuil à l’UFC : Emmanuel Bob Akitani est décédé, abgerufen am 31. Januar 2014

| Personendaten    | Personendaten         |
| ---------------- | --------------------- |
| NAME             | Bob-Akitani, Emmanuel |
| KURZBESCHREIBUNG | togoischer Politiker  |
| GEBURTSDATUM     | 18. Juli 1930         |
| GEBURTSORT       | Aného                 |
| STERBEDATUM      | 16. Mai 2011          |
| STERBEORT        | Lomé                  |